# Octolasmis uncus
Octolasmis uncus är en kräftdjursart som beskrevs av Arthur Sperry Pearse 1951. Octolasmis uncus ingår i släktet Octolasmis och familjen Poecilasmatidae. Inga underarter finns listade i Catalogue of Life.